# Шендерюк-Жидков, Александр Владимирович
Александр Владимирович Шендерюк-Жидков (род. 25 ноября 1982, Калининград) — российский политический деятель. Сенатор, член Совета Федерации Федерального Собрания Российской Федерации от Калининградской области, первый заместитель председателя Комитета по бюджету и финансовым рынкам.
Из-за вторжения России на Украину находится под международными санкциями всех стран Евросоюза и Швейцарии

## Биография
Родился 25 ноября 1982 года в Калининграде в семье калининградских учёных. Его дед — Геннадий Павлович Жидков — советский и российский историк, основатель исторического факультета Калининградского государственного университета. Дочь Геннадия Жидкова — Шендерюк Марина Геннадьевна, также историк, кандидат исторических наук, доцент кафедры истории Балтийского федерального университета им. И. Канта — мать Александра Владимировича. Прадед - Жидков Павел Михайлович, уроженец Дубовки, основанной в 1722 году Яковом Жидковым, директор Третьего Сталинградского хлебозавода, участник героической обороны Сталинграда, указом Президиума Верховного Совета СССР в 1944 году удостоенный ордена Красной звезды.
Дед по отцовской линии — Шендерюк Владимир Ильич — учёный Калининградского государственного технического университета, многолетний руководитель диссертационного совета, один из основных представителей советской школы пищевой переработки рыбы. Автор технологии слабого посола. Прадед по отцовской линии — Шилко Иван Васильевич — участник двух мировых войн, терской казак, помощник командира 2 эскадрона 16 гв кп 4-й гвардейской кавалерийской дивизии, участник кавгруппы Доватора
Учился в Лицее № 23 города Калининграда (1992—1999), окончив его с серебряной медалью.
В 2004 году с отличием окончил экономический факультет Калининградского государственного университета по специальности «Финансы и кредит». Там же с 2004 по 2007 учился в аспирантуре, а также преподавал.
В 2004 году окончил обучение по специальности «Европейский бизнес и право» в бизнес школе Орхусского университета.
В 2006—2016 гг. — занимал различные должности в группе компаний «Содружество», которая управляет агропромышленными активами. Прошел путь от экономиста до финансового директора по России и СНГ.
В 2016—2018 гг. — заместитель председателя правительства Калининградской области. Курировал вопросы экономики, развития промышленности, сельского хозяйства, рыбохозяйственного комплекса, недропользования и экологии региона. Является одним из разработчиков новой редакции закона об особой экономической зоне Калининградской области, а также одним из инициаторов создания Специальных административных районов на острове Октябрьский Калининградской области и острове Русский Приморского края.
В ноябре 2016 года предлагал открыть в Калиниграде магазин IKEA.
В 2017—2022 гг. — Председатель Совета директоров ФК Балтика, за время его руководства футбольный клуб спустя 25 лет вышел в Российскую премьер-лигу.
В июне 2018 года в одном из своих интервью заявил, что жалеет, что в 1946 году советское руководство не переименовало Кенигсберг в один из предлагавшихся на тот момент вариантов названия города — Славгород. «Ведь Калининград, на мой взгляд, это не город Канта. Мне кажется, что это прежде всего город славы: русской боевой славы, славы тех ученых и писателей, которые здесь жили, в конце концов, славы советского поколения, которое поднимало город из руин, и новой генерации. Мне кажется, не в названии идентичность, а в том пространстве, в котором рождались, рождаются и будут рождаться гении».
В 2018—2022 гг. — директор ООО "Управляющая компания «Содружество» (управляет дочерними обществами ГК «Содружество» в России и СНГ). За время его руководства компанией ГК Содружество в два раза увеличила свою выручку, поднявшись с 104 по итогам 2018 года на 56 место по итогам 2021 в списке крупнейших компаний России по версии журнала Эксперт. В 2021 году ГК Содружество запустила «крупнейший завод в Европе» по производству соевого белкового концентрата. А с конца 2018 по 2022 реализовало проект "одного из крупнейших в России " маслоэкстракционных заводов в Курской области, мощностью 2 миллиона тонн в год. А также начало строительство зернового терминала в порту Усть-Луга Ленинградской области.
В ноября 2021 года стал инициатором установки памятника Ф. М. Достоевскому к 200-летию писателя в одном из калининградских скверов. Памятник воздвигнут на его личные средства.
Памятник был установлен в сквере, ранее носившем имя польского поэта Адама Мицкевича. Во время открытия памятника политик заявил: «Я сам родился в Калининграде, и здесь вопрос самоидентификации человека всегда стоит на первом плане. В любое время и в любых обстоятельствах… задумываешься, с кем ты, кто ты. И, мне кажется, сегодня, когда мы открываем этот памятник, мы свой выбор сделали, и дай Бог, чтобы мы с этим выбором прошли до конца».
Является членом наблюдательного совета Балтийского Федерального Университета им. И.Канта.
В сентябре 2022 решением Ученого совета получил степень почетного доктора Балтийского Федерального Университета им. И. Канта.
В октябре 2022 стал лауреатом Премии в области науки и техники Правительства РФ.
В мае 2023 года предложил установить напротив литовского консульства памятник Муравьеву-Виленскому, Совет по культуре инициативу поддержал. 18 октября 2023 года памятник был открыт. На открытии сенатор заявил: «И вот опять спустя 125 лет стоят два Муравьева на восточных и западных рубежах Русской Ойкумены и смотрят вдаль, прямо в глаза потомкам и знают, что русская историческая идея будет пронесена сквозь века». МИД Литвы передал России ноту протеста в связи с установкой памятника.
В июле 2023 награждён орденом преподобного Серафима Саровского III степени.

### Совет Федерации
16 сентября 2022 года губернатор Калининградской области Антон Алиханов наделил Александра Шендерюка-Жидкова полномочиями сенатора — представителя от исполнительной власти региона в Совете Федерации РФ (сменил Олега Ткача).
В декабре 2023 года выбран заместителем председателя Комитета по бюджету и финансовым рынкам Совета Федерации.
В 2023 году выступил с рядом законодательных инициатив, направленных на корректировку режима Специальных административных регионов, а также упрощения возврата капитала из зарубежа, а также на поддержку держателей заблокированных от санкций иностранных государств активов.
В 2024 году активно поддерживал переход на прогрессивную шкалу подоходного налога, а также введение туристического налога, стал соавтором инициатив по борьбе с мошеничеством и финансовыми пирамидами, а также инициатором предоставления полномочий по блокировке счетов предполагаемых диверсантов.
20 сентября 2024 года указом нового губернатора Калининградской области Алексея Беспрозванных был переназначен на пост сенатора — представителя от исполнительной власти региона в Совете Федерации РФ.
11 декабря 2024 года  утверждён первым зампредом Комитета СФ по бюджету и финансовым рынкам. 
25 июня 2025 года за большой вклад в развитие российского парламентаризма и активную законотворческую деятельность награжден благодарностью Правительства Российской Федерации 
В июле 2025 года выступил с инициативой разрешить компаниям-участникам САР наряду с резидентами ЭПР расчеты с криптовалютой. 

## Санкции
16 декабря 2022 года, на фоне вторжения России на Украину, включён в санкционный список Евросоюза, так как «поддерживал и реализовывал действия и политику, которые подрывают территориальную целостность, суверенитет и независимость Украины и ещё больше дестабилизируют Украину». Позже к санкциям присоединилась Швейцария. 22 апреля 2023 года попал под санкции Украины.